# Contea di Burdekin
La contea di Burdekin è una Local Government Area che si trova nel Queensland. Essa si estende su una superficie di 5.052,5 chilometri quadrati e ha una popolazione di 17.364 abitanti. La sede del consiglio si trova a Ayr.